# Puchar Świata w lotach narciarskich 2000/2001
Puchar Świata w lotach narciarskich 2000/2001 – 11. edycja Pucharu Świata w lotach narciarskich (stanowiącego część Pucharu Świata w skokach narciarskich), która rozpoczęła się 13 stycznia 2001 w Harrachovie, a zakończyła się 18 marca 2001 w Planicy. Rozegrano 5 konkursów indywidualnych oraz 1 drużynowy.

## Kalendarz zawodów
| Lp.                                                                  | Data                                                                 | Miejscowość                                                          | Punkt K                                                              | Uwagi                                                                | 1. miejsce                                                                              | 2. miejsce                                                                           | 3. miejsce                                                                          |
| -------------------------------------------------------------------- | -------------------------------------------------------------------- | -------------------------------------------------------------------- | -------------------------------------------------------------------- | -------------------------------------------------------------------- | --------------------------------------------------------------------------------------- | ------------------------------------------------------------------------------------ | ----------------------------------------------------------------------------------- |
| 1.                                                                   | 13 stycznia 2001                                                     | Harrachov                                                            | K-185                                                                | –                                                                    | Adam Małysz                                                                             | Martin Schmitt                                                                       | Risto Jussilainen                                                                   |
| 2.                                                                   | 14 stycznia 2001                                                     | Harrachov                                                            | K-185                                                                | –                                                                    | Adam Małysz                                                                             | Janne Ahonen                                                                         | Martin Schmitt                                                                      |
| 3.                                                                   | 3 marca 2001                                                         | Oberstdorf                                                           | K-185                                                                | –                                                                    | Risto Jussilainen                                                                       | Veli-Matti Lindström                                                                 | Matti Hautamäki                                                                     |
| 4.                                                                   | 4 marca 2001                                                         | Oberstdorf                                                           | K-185                                                                | –                                                                    | Martin Schmitt                                                                          | Adam Małysz                                                                          | Risto Jussilainen                                                                   |
| 5.                                                                   | 17 marca 2001                                                        | Planica                                                              | K-185                                                                | druż.                                                                | Finlandia 1. Risto Jussilainen 2. Jussi Hautamäki 3. Tami Kiuru 4. Veli-Matti Lindström | Austria 1. Wolfgang Loitzl 2. Andreas Goldberger 3. Martin Koch 4. Stefan Horngacher | Japonia 1. Hideharu Miyahira 2. Kazuya Yoshioka 3. Masahiko Harada 4. Noriaki Kasai |
| 6.                                                                   | 18 marca 2001                                                        | Planica                                                              | K-185                                                                | [ a ]                                                                | Martin Schmitt                                                                          | Risto Jussilainen                                                                    | Tommy Ingebrigtsen                                                                  |
| Puchar Świata w lotach narciarskich 2000/2001 – klasyfikacja końcowa | Puchar Świata w lotach narciarskich 2000/2001 – klasyfikacja końcowa | Puchar Świata w lotach narciarskich 2000/2001 – klasyfikacja końcowa | Puchar Świata w lotach narciarskich 2000/2001 – klasyfikacja końcowa | Puchar Świata w lotach narciarskich 2000/2001 – klasyfikacja końcowa | Martin Schmitt                                                                          | Adam Małysz                                                                          | Risto Jussilainen                                                                   |

## Klasyfikacja generalna
| Źródło  | Źródło                   | Źródło | Źródło |
| Miejsce | Zawodnik                 | Punkty |        |
| ------- | ------------------------ | ------ | ------ |
| 1.      | Martin Schmitt           | 385    |        |
| 2.      | Adam Małysz              | 380    |        |
| 3.      | Risto Jussilainen        | 345    |        |
| 4.      | Matti Hautamäki          | 186    |        |
| 5.      | Tommy Ingebrigtsen       | 169    |        |
| 6.      | Janne Ahonen             | 151    |        |
| 7.      | Andreas Goldberger       | 137    |        |
| 8.      | Noriaki Kasai            | 126    |        |
| 9.      | Sven Hannawald           | 116    |        |
| 10.     | Veli-Matti Lindström     | 112    |        |
| 11.     | Martin Höllwarth         | 103    |        |
| 12.     | Stefan Horngacher        | 102    |        |
| 13.     | Tami Kiuru               | 88     |        |
| 14.     | Jani Soininen            | 76     |        |
| 15.     | Frank Löffler            | 72     |        |
| 16.     | Robert Mateja            | 69     |        |
| 17.     | Olav Magne Dønnem        | 66     |        |
| 18.     | Christof Duffner         | 62     |        |
| 19.     | Wolfgang Loitzl          | 60     |        |
| 20.     | Igor Medved              | 51     |        |
| 21.     | Hideharu Miyahira        | 49     |        |
| 21.     | Henning Stensrud         | 49     |        |
| 23.     | Roberto Cecon            | 48     |        |
| 24.     | Roar Ljøkelsøy           | 46     |        |
| 25.     | Jussi Hautamäki          | 45     |        |
| 26.     | Kazuhiro Nakamura        | 43     |        |
| 27.     | Alan Alborn              | 42     |        |
| 28.     | Martin Koch              | 32     |        |
| 28.     | Andreas Widhölzl         | 32     |        |
| 30.     | Michael Uhrmann          | 30     |        |
| 31.     | Georg Späth              | 27     |        |
| 31.     | Jure Radelj              | 27     |        |
| 33.     | Nicolas Dessum           | 26     |        |
| 34.     | Jakub Janda              | 25     |        |
| 35.     | Kazuya Yoshioka          | 21     |        |
| 35.     | Kristian Brenden         | 21     |        |
| 37.     | Toni Nieminen            | 20     |        |
| 38.     | Marco Steinauer          | 19     |        |
| 39.     | Reinhard Schwarzenberger | 18     |        |
| 40.     | Kazuyoshi Funaki         | 17     |        |
| 41.     | Ville Kantee             | 16     |        |
| 41.     | Wojciech Skupień         | 16     |        |
| 43.     | Alexander Herr           | 15     |        |
| 44.     | Jakub Hlava              | 13     |        |
| 45.     | Jaroslav Sakala          | 9      |        |
| 45.     | Roland Audenrieth        | 9      |        |
| 47.     | Hansjörg Jäkle           | 7      |        |
| 48.     | Anders Bardal            | 6      |        |
| 49.     | Łukasz Kruczek           | 3      |        |
| 50.     | Masahiko Harada          | 2      |        |
| 50.     | Håvard Lie               | 2      |        |
| 52.     | Yūta Watase              | 1      |        |